# Rečica (Olovo, BiH)
Rečica je naseljeno mjesto u općini Olovo, Federacija Bosne i Hercegovine, BiH.

## Stanovništvo

### 1991.
Nacionalni sastav stanovništva 1991. godine, bio je sljedeći:
ukupno: 239
- Muslimani - 208
- Srbi - 31

### 2013.
Nacionalni sastav stanovništva 2013. godine, bio je sljedeći:
ukupno: 171
- Bošnjaci - 168
- ostali, neopredijeljeni i nepoznato - 3